# Moreno Costanzo
Pour les articles homonymes, voir Costanzo.
Moreno Costanzo, né le 20 février 1988 à Wil en Suisse, est un footballeur italo-suisse. Il joue milieu de terrain pour le FC Saint-Gall.

## Carrière en club
Moreno Costanzo commence sa jeune carrière au FC Saint-Gall et impressionne par son impact offensif. Par la suite, Costanzo signe au BSC Young Boys, ce qui est perçu en Suisse comme un très bon transfert réalisé par le club bernois.
Moreno Costanzo joue au BSC Young Boys depuis 2010, où il est titulaire sous les ordres de Vladimir Petković. Lors de la saison 2011-2012, le club bernois engage un nouveau coach en la personne de Christian Gross. Gross espère voir Costanzo devenir un élément plus important dans le jeu d'YB. 
Costanzo marque son premier but de la saison 2011-2012 lors de la cinquième journée de championnat sur coup franc avant de se blesser et d'être indisponible pour quatre semaines.
Il est prêté le 15 janvier 2015 au club du FC Aarau ou il jouera 15 matchs pour deux buts sous le maillot noirs et blancs mais il ne pourra pas empêcher le club d'être relégué en Challenge League (D2 suisse).
Ne faisant pas partie des plans d'Uli Forte et des Young Boys en vue de la saison 2015-2016, Costanzo est prêté au FC Vaduz.

## Carrière internationale
Costanzo participe au Championnat d'Europe de football espoirs 2011 se déroulant au Danemark avec l'équipe des espoirs suisses. Joker de luxe, le jeune joueur rentrera à différentes reprises en cours de jeu en comptabilisant 33 minutes de jeu. 
Il compte aussi des sélections avec l'équipe de Suisse A et marque son premier but contre l'équipe d'Autriche. Lors de sa première sélection, il entre en jeu en cours de match et marque seulement trois minutes après ses débuts sous le maillot rouge à croix blanche en donnant ainsi la victoire à ses couleurs.

## Statistiques
| Saison                | Club                  | Championnat           | Championnat | Championnat | Coupe(s) nationale(s) | Coupe(s) nationale(s) | Compétition(s) continentale(s) | Compétition(s) continentale(s) | Compétition(s) continentale(s) | Suisse | Suisse | Total | Total |
| Saison                | Club                  | Division              | M.          | B.          | M.                    | B.                    | Comp.                          | M.                             | B.                             | M.     | B.     | M.    | B.    |
| 2005-2006             | FC Saint-Gall U21     | 1re ligue             | 25          | 20          | -                     | -                     | -                              | -                              | -                              | -      | -      | 25    | 20    |
| 2006-2007             | FC Saint-Gall U21     | 1re ligue             | 16          | 5           | -                     | -                     | -                              | -                              | -                              | -      | -      | 16    | 5     |
| 2007-2008             | FC Saint-Gall U21     | 1re ligue             | 14          | 9           | -                     | -                     | -                              | -                              | -                              | -      | -      | 14    | 9     |
| 2008-2009             | FC Saint-Gall U21     | 1re ligue             | 2           | 2           | -                     | -                     | -                              | -                              | -                              | -      | -      | 2     | 2     |
| Sous-total            | Sous-total            | Sous-total            | 57          | 36          | -                     | -                     | -                              | -                              | -                              | -      | -      | 57    | 36    |
| 2005-2006             | FC Saint-Gall         | Super League          | 1           | 0           | -                     | -                     | -                              | -                              | -                              | -      | -      | 1     | 0     |
| 2006-2007             | FC Wil (prêt)         | Challenge League      | 6           | 0           | -                     | -                     | -                              | -                              | -                              | -      | -      | 6     | 0     |
| 2006-2007             | FC Saint-Gall         | Super League          | 1           | 0           | -                     | -                     | -                              | -                              | -                              | -      | -      | 1     | 0     |
| 2007-2008             | FC Saint-Gall         | Super League          | 7           | 0           | -                     | -                     | -                              | -                              | -                              | -      | -      | 7     | 0     |
| 2008-2009             | FC Saint-Gall         | Challenge League      | 27          | 14          | 3                     | 0                     | -                              | -                              | -                              | -      | -      | 30    | 14    |
| 2009-2010             | FC Saint-Gall         | Super League          | 33          | 14          | 4                     | 0                     | -                              | -                              | -                              | -      | -      | 37    | 14    |
| Sous-total            | Sous-total            | Sous-total            | 75          | 28          | 7                     | 0                     | -                              | -                              | -                              | -      | -      | 82    | 28    |
| 2010-2011             | Young Boys            | Super League          | 31          | 7           | 4                     | 1                     | C1 C3                          | 4 7                            | 1 0                            | 4      | 1      | 50    | 10    |
| 2011-2012             | Young Boys            | Super League          | 28          | 6           | 3                     | 1                     | C3                             | 2                              | 0                              | 3      | 0      | 36    | 7     |
| 2012-2013             | Young Boys            | Super League          | 24          | 6           | 2                     | 0                     | C3                             | 8                              | 2                              | -      | -      | 34    | 8     |
| 2013-2014             | Young Boys            | Super League          | 32          | 7           | 3                     | 1                     | -                              | -                              | -                              | -      | -      | 35    | 8     |
| 2014-2015             | Young Boys            | Super League          | 12          | 0           | 1                     | 0                     | C3                             | 5                              | 0                              | -      | -      | 18    | 0     |
| 2014-2015             | FC Aarau (prêt)       | Super League          | 14          | 2           | 1                     | 0                     | -                              | -                              | -                              | -      | -      | 15    | 2     |
| 2015-2016             | FC Vaduz (prêt)       | Super League          | 33          | 6           | 2                     | 0                     | C3                             | 2                              | 0                              | -      | -      | 37    | 6     |
| Sous-total            | Sous-total            | Sous-total            | 174         | 34          | 16                    | 3                     | -                              | 28                             | 3                              | 7      | 1      | 225   | 41    |
| 2016-2017             | FC Vaduz              | Super League          | 24          | 6           | -                     | -                     | C3                             | 4                              | 4                              | -      | -      | 28    | 10    |
| Sous-total            | Sous-total            | Sous-total            | 24          | 6           | -                     | -                     | -                              | 4                              | 4                              | -      | -      | 28    | 10    |
| 2017-2018             | FC Thoune             | Super League          | 16          | 4           | 2                     | 0                     | -                              | -                              | -                              | -      | -      | 18    | 4     |
| 2018-2019             | FC Thoune             | Super League          | 11          | 2           | 1                     | 0                     | -                              | -                              | -                              | -      | -      | 12    | 2     |
| Sous-total            | Sous-total            | Sous-total            | 27          | 6           | 3                     | 0                     | -                              | -                              | -                              | -      | -      | 30    | 6     |
| Total sur la carrière | Total sur la carrière | Total sur la carrière | 357         | 110         | 26                    | 3                     | -                              | 32                             | 7                              | 7      | 1      | 422   | 121   |

| #  | Date         | Stade                                     | Adversaire | Score | Résultat |
| -- | ------------ | ----------------------------------------- | ---------- | ----- | -------- |
| 1. | 11 août 2010 | Wörthersee Stadion, Klagenfurt (Autriche) | Autriche   | 0-1   | 0-1      |

## Palmarès

### Titres remportés en club
- FC Saint-Gall
  - Challenge League
    - Vainqueur : 2008-2009

### Titres remportés en sélection nationale
- Suisse espoirs
  - Championnat d'Europe de football espoirs 2011
    - Finaliste : 2011